# Psychilis tudiana
Psychilis tudiana là một loài thực vật có hoa trong họ Lan. Loài này được (Dod) Sauleda miêu tả khoa học đầu tiên năm 1988.